# سلطان السوادي
سلطان السوادي لاعب كرة قدم سعودي في خط الوسط من مواليد مدينة جدة 14 ديسمبر 1992 يلعب حالياً في نادي نيوم.
كانت بداياته في النادي الأهلي و اعارة الأهلي في يناير 2015 إلى نادي التعاون و في صيف 2015 أعاره إلى نادي الرائد و بعدها وقع مخالصة مالية مع الأهلي في عام 2016 و وقع بعدها مع نادي الرائد و انتقل إلى نادي الوحدة مطلع عام 2020 ووقع مع نادي نيوم في صيف عام 2023.

## روابط خارجية
- سلطان السوادي على موقع قاعدة بيانات كرة القدم.إي يو (الإنجليزية)
- سلطان السوادي على موقع Soccerway.com (الإنجليزية)